# Assemblea legislativa della Columbia Britannica
L’Assemblea legislativa della Columbia Britannica, composta da un vice-governatore e dalla Camera bassa, è l'organo legislativo della Columbia Britannica.
Le sedute hanno luogo nella Palazzo del Parlamento; è un luogo di interesse storico nazionale ed è il più antico edificio legislativo del Paese. Aprì il 20 luglio 1871.